# Rubén Albés Yáñez
Rubén Albés Yáñez (nascut el 24 de febrer de 1985) és un exjugador de futbol gallec que jugava d'extrem, i posteriorment entrenador de futbol.

## Carrera com a jugador
Nascut a Vigo, Galícia, Albés va representar com a juvenil al CP Alerta-Traviesas i al CD Areosa. Va jugar com a sènior amb el Rápido de Bouzas, Pontevedra CF B i el Céltiga FC abans de tornar al Rápido i posteriorment retirar-se.

## Carrera d'entrenador
Albés va començar la seva carrera a les categories inferiors del Rápido Bouzas, ajudant l'equip a aconseguir l'ascens a la Divisió d'Honor Juvenil de Futbol. L'agost de 2009, poc després de fer-se càrrec de les categories inferiors del Pontevedra CF, va fitxar pel València CF per treballar a les seves categories inferiors; també a la temporada 2009-10 va estar al capdavant del CE Universitat València a les lligues regionals.
Abans de la campanya 2010-11, Albés va ser nomenat entrenador del Burjassot CF de Tercera Divisió; amb 25 anys, era l'entrenador més jove de totes les divisions nacionals. El gener de 2012, després d'un curt període al capdavant de l'equip de quarta divisió Catarroja CF, va ser nomenat ajudant de Benito Floro al Wydad AC del Marroc.
El 26 de juny de 2013, de tornada al seu país d'origen, Albés va fer-se càrrec del Novelda CF a la quarta divisió. El 28 de juliol de l'any següent, va ser nomenat ajudant de Francisco Yeste al CE Eldenc, però inicialment va ser l'entrenador, ja que Yeste no tenia les insígnies d'entrenador necessàries. Tant Albés com Yeste van ser suspesos durant tres mesos, i Albés va ser nomenat entrenador després que finalitzés la suspensió.
El 29 de juny de 2015, Albés va substituir Rubén de la Barrera al capdavant del Real Valladolid Promesas a Segona Divisió B. A l'octubre, després de l'arribada de Miguel Ángel Portugal al primer equip, va ser nomenat el seu ajudant.
El 6 de juny de 2016, Albés va tornar al Valladolid B per a la temporada següent. Aproximadament un any més tard es va fer càrrec d'un altre equip filial, el Celta de Vigo B, també de tercera divisió.
L'11 de juny de 2019, Albés va ser nomenat entrenador de l'UCAM Murcia CF, però va ser destituït el 7 d'octubre. El 14 de juny següent, va ser nomenat entrenador de l'FC Hermannstadt de la Lliga I, en substitució de Vasile Miriuță.
El primer partit professional d'Albés va tenir lloc el 22 de juny de 2020, una derrota per 1-4 fora de casa contra el FC Viitorul Constanța. Acomiadat el 14 de gener següent, va tornar al seu país d'origen després de ser nomenat entrenador del CD Lugo de la Segona Divisió el 20 d'abril de 2021.
El 19 de maig de 2022, després d'evitar el descens, Albés va anunciar que deixaria el Lugo al final de la temporada. El 27 de juny, va substituir Rubén de la Barrera al capdavant d'l'Albacete Balompié, que tot just acabava d'ascendir a segona divisió.
Albés va portar el club als play-offs d'ascens després d'un sisè lloc la temporada 2022-23, però va ser destituït el 26 de març de 2024, ja que el club s'acostava a la zona de descens la temporada 2023-24. El 22 de juny, va ser anunciat com a entrenador de l'Sporting de Gijón, un altre equip de segona divisió. El 6 d'abril de 2025, va ser destituït després de nou partits sense guanyar, i va córrer la mateixa sort, ja que el club s'acostava a la zona de descens.